# Idaea plumboscriptaria
Idaea plumboscriptaria là một loài bướm đêm trong họ Geometridae.